# Apelgrå (musikalbum)
Apelgrå är ett julalbum av den svenska folkmusikgruppen Sågskära, utgivet 2000 på skivbolaget Drone Music.
Marie Länne-Persson och Ulrika Gunnarsson intervjuades om skivan i Sveriges Radios program Mitt i musiken den 20 december 2000. Den 21 december 2000 sändes en 45 minuter lång konsert där Sågskära framförde låtar från albumet.

## Låtlista
Där inte annat anges är text och musik trad.
1. "Lussemarschen" (efter Mari på gatan)
2. "Staffan var en stalledräng" (efter Maja Stina Jönsdotter)
3. "Hören I herdar" (efter Halta Kajsa)
4. "Fröjda dig du Kristi brud"
5. "Det brinner en eld"
6. "Cavaljer" (efter Andreas Dahlgren)
7. "Goddagen här inne" (efter Krykje-Kari)
8. "God morgon, käre fader" (efter Mari på gatan)
9. "Klar sol" (efter Mari på gatan) ; "Var har du varit den långa natt?"
10. "Nu är det jul igen" (efter Nils Olsson)
11. "Sct Staffus wisa" (efter Carl Lindegren)
12. "Det lyser en stjärna"
13. "Silvius julmenuett" (efter Magnus Silvius Svenonis)
14. "Räven, höken och ungersven"
15. "Kisse lille" ; "Polska"
16. "Som en fru" (efter Andreas Dahlgren) ; "Svar i moll" (efter Johannes Bryngelsson)
17. "Den signade dag" (efter Hanna Pehr Olsson)
18. "Ecce novum"
19. "Lusse lelle" (efter Petter-Olas Anna) ; "Långdans" (efter Karl Nilsson)
20. "Tomtedansen" (efter August Strömberg)
21. "Julbocken" (efter Alice Tegnér)
22. "En jungfru födde ett barn" (efter Sissela Jöns Tufvesson)
23. "Staffan och Herodes" (efter Lars Jönsson)
24. "Hörbergs julpolska" (efter Pehr Hörberg)
25. "Den femte han var apelgrå" (efter Carl Olsson)

## Medverkande
- Ulrika Gunnarsson – sång
- Sven Kihlström – värendstrumma, klockspel, cistrum, folkliga Pukor, bjällror, tamburin, slagbordun, triangel, klockor, klövar, malmklockor
- Toste Länne – fiol
- Marie Länne – alvsviksharpa, gitarr, sopranblockflöjt, krumhorn, sång
- Anders Svensson – fiol, oktavfiol
- Magnus Gustafsson – fiol, lira, näverskalmeja, cittra, sång